# Ряса

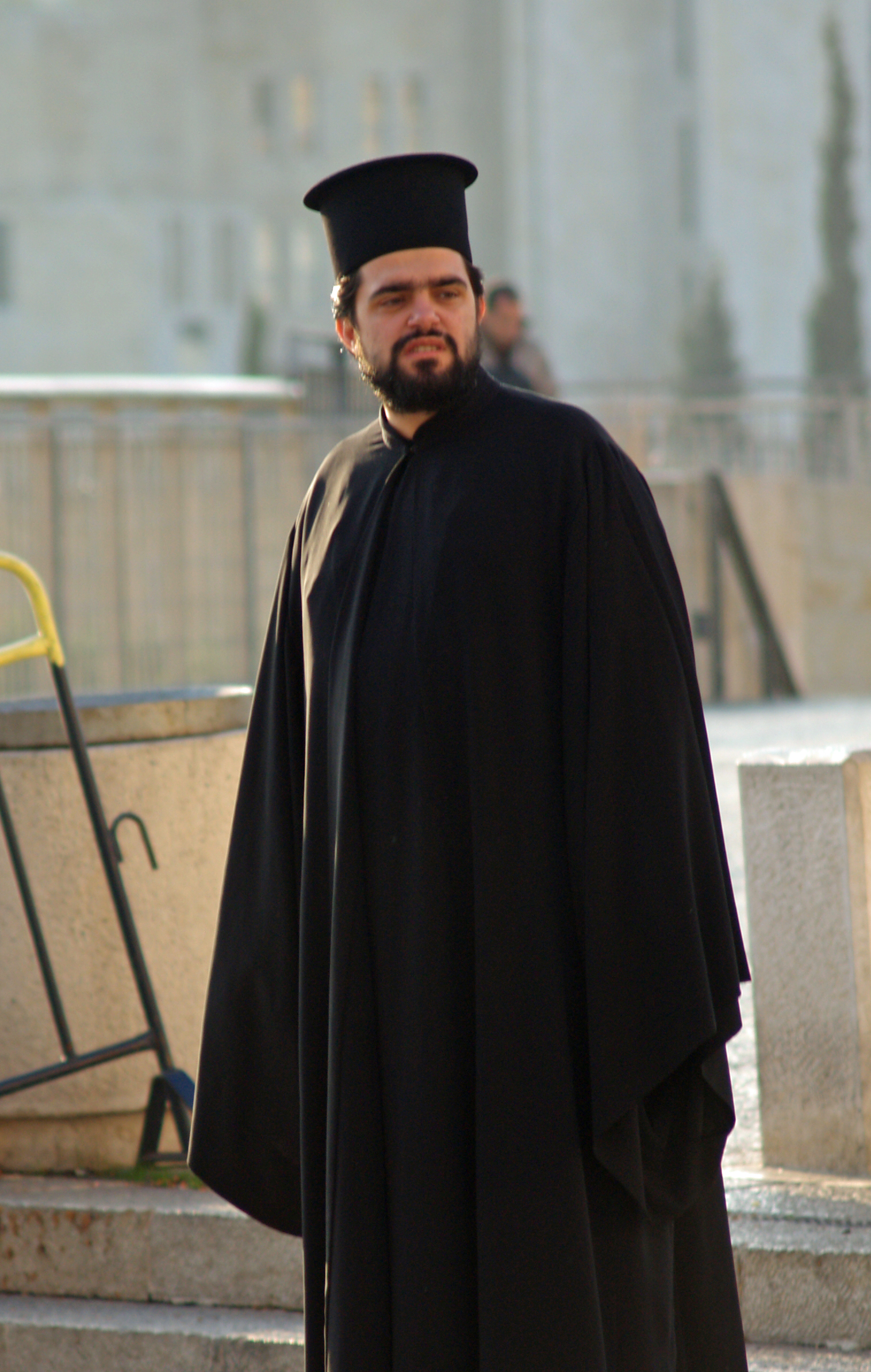
Греческий клирик в рясе и камилавке

Ря́са (через греч. ῥάσον, от лат. rāsum, от radere — «чистить») — верхнее (не богослужебное) одеяние лиц духовного звания и монахов, длинная до пят одежда, просторная, с широкими рукавами, тёмного цвета.
В других источниках указано что «ряса» ж. р. — верхнее одеяние (одежда) христианских священнослужителей, Православной церкви вне богослужения, монахов и монахинь, но священник служит в ризах. Для обихода в РПЦ также используются демисезонные и зимние рясы-пальто, надеваемые поверх обычной рясы.
Слово «ряса» в переводе с греческого значит «вытертая», «лишённая ворса», «поношенная» одежда, в другом источнике ряса (ράσα) — одежда смирения, презренная, неопоясанная. Именно такую, почти нищенскую, одежду носили в Древней Церкви монахи. Из монашеской среды ряса вошла в обиход всего духовенства. Свободная длинная одежда с широкими рукавами была распространена на Востоке и является традиционной национальной одеждой многих народов и поныне.
Русская ряса происходит от кафтана-однорядки. До XVII столетия духовенство носило именно такие кафтаны, а не рясы. Формирование же русской рясы произошло под влиянием проникших в Россию греческих одеяний для духовенства. Кафтаны, в которых ходили батюшки, могли быть сшиты из сукна разных цветов (малинового, фиолетового, зелёного). Они имели узкие рукава, в отличие от возникшей позднее русской рясы.
В настоящее время в Русской православной церкви рясы бывают русского (московского и киевского покроя), греческого, полурусского и полугреческого покроя.